# 河内REDS
河内REDS（かわちれっず）は、日本のロックバンド。所属事務所はShowtitle、レーベルはユニバーサルミュージック傘下のユニバーサルシグマ。

## 概要
2011年、サクラマサチカを中心に大阪府立金剛高等学校卒業生 にて結成した、幾度かのメンバーチェンジを経て2014年より現在のメンバーとなる。
バンド名は、ボーカルのタダミによって「スポーツチームのような名前にしたい」との思いから、当時のメンバーが住んでいた南河内地方にちなみ「河内reds」と命名。南河内の喜志駅や富田林西口駅、電車で繋がる都心の天王寺駅、南海難波駅前などで路上ライブを行ってきた。
2019年8月、1stシングル「東京ガール」でユニバーサルシグマよりメジャー・デビューした。
2020年11月18日、サクラマサチカ脱退を発表した。
2021年9月16日、 河内REDS「時計じかけのオレたち」LIVE TOUR 2021ツアーファイナル公演を行い活動休止となった。

## メンバー
タダミ - ボーカル・ギター
- 5月18日生まれ。南河内地方の富田林市出身。大阪府立金剛高校卒業。近畿大学短期大学卒業後、老人ホームに就職。その時にできた曲がシルバーハート。趣味はぬか漬け、相撲や野球、だんじり鑑賞、銭湯やサウナに入ること。

ナカザワリョウジ - ベース・コーラス
- 12月15日生まれ。京都府出身（実家は精肉店）。関西大学を1年間休学しバンドに専念。最初サポートメンバーだったが、他のメンバーの誘いにより加入。パクチー好き、趣味は映画鑑賞。

セタ - ドラムス・コーラス
- 4月3日生まれ。東大阪市出身。大阪府立港南造形高等学校卒業。河内REDSのグッズのデザインを全て担当していた。河内REDSパートチェンジライブでは、ギターベースとファンも驚くほどの腕前。ピアノも弾く。アニメゲーム好き。

### 元メンバー
ライム - ベース・コーラス
みずおち - ドラムス・コーラス
ビンタ - ベース・コーラス
- 2013年1月13日まで在籍。

サクラマサチカ - ギター・コーラス
- 2020年11月18日まで在籍。5月18日生まれ。富田林市出身。大阪府立金剛高校卒業、キャットミュージックカレッジ専門学校卒業。ロック、ハードコアなどを好む。コンバース愛用。髪型は昔から変わっていないマッシュヘアー。猫を飼っている。

## ディスコグラフィー

### シングル
|     | 発売日        | タイトル   | 規格   | 規格品番  |
| --- | ------------- | ---------- | ------ | --------- |
| 1st | 2019年8月28日 | 東京ガール | 12cmCD | UMCK-5676 |

### ミニアルバム
|     | 発売日         | タイトル   | 規格   | 規格品番  |
| --- | -------------- | ---------- | ------ | --------- |
| 1st | 2019年11月27日 | オリオン座 | 12cmCD | UMCK-1643 |

### フルアルバム
|     | 発売日        | タイトル             | 規格   | 規格品番  |
| --- | ------------- | -------------------- | ------ | --------- |
| 1st | 2020年3月25日 | 時計じかけのオレたち | 12cmCD | UMCK-1653 |

## タイアップ
| 曲名                 | タイアップ                                                                                       |
| -------------------- | ------------------------------------------------------------------------------------------------ |
| 東京ガール           | 読売テレビ系『ダウンタウンDX』2019年9〜10月度エンディングテーマ                                  |
| オリオン座           | ABC系『そんなコト考えた事なかったクイズ!トリニクって何の肉!?』2019年11〜12月度エンディングテーマ |
| 僕はラジオ           | 『日東リバティ』CMソング                                                                         |
| 時計じかけのオレたち | MBS系『プレバト!!』2020年4〜5月度エンディングテーマ                                              |

## ミュージックビデオ
| 監督     | 曲名                                                   |
| -------- | ------------------------------------------------------ |
| CHOKU    | 「東京ガール」 「オリオン座」 「時計じかけのオレたち」 |
| 寿司くん | 「男はみんなちょっとだけホモ」                         |

## 出演

### テレビ
- 毎日放送『関西発!才能発掘TV マンモスター』 （2018年7月-2020年3月）

### ラジオ
- CROSS FM『河内REDSのヤロウゼキャンプ』（2020年3月）
- JFN PARK『河内REDSのヤロウゼパーク』（2020年4月）